# Xã Oakley, Quận Macon, Illinois
Xã Oakley (tiếng Anh: Oakley Township) là một xã thuộc quận Macon, tiểu bang Illinois, Hoa Kỳ. Năm 2010, dân số của xã này là 1.082 người.